# Emmanuel Ekpo
Emmanuel Ekpo (né le 20 décembre 1987 à Ekori) est un footballeur nigérian.

## Carrière
Après avoir passé sa formation chez les Calabar Rovers, Emmanuel Ekpo accède au niveau professionnel nigérian sous les couleurs d'Akwa United puis d'Enyimba. 
Le 15 avril 2008, il signe un contrat avec Columbus Crew, et marque son premier but dans le championnat américain le 28 juin 2008, contre les Colorado Rapids.
Ekpo prend part aux qualifications pour les Jeux africains en 2007 ainsi que pour les Jeux olympiques en 2008, et remporte la médaille d'argent avec l'équipe olympique du Nigeria lors des Jeux olympiques d'été de 2008 à Pékin.

## Palmarès
- Championnat de Norvège : 2012